# Hesperocyparis montana
{{#ifeq:0|0|{{#if:Hesperocyparis montana|{{#if:|[[]}}|[[]]}}}}
Hesperocyparis montana — вид голонасінних рослин з родини кипарисових (Cupressaceae).

## Морфологічна характеристика
Дерево 5–20 метрів у висоту й 20–50(100) у діаметрі на рівні грудей. Гілки численні, розлогі, кінчики злегка підняті вгору, утворюючи відкриту або компактну пірамідальну крону. Кора з вузькими ребрами, від темно-червоного до шоколадно-коричневого, на молодших гілках сіро-коричнева, відшаровується нерівними плямами, оголюючи гладку світло-сіро-червону підкору. Пагони 8–12(20) мм завдовжки й 1.5–2 мм у товщину. Листки не диморфні, 1–1.5 × 1.5–2 мм, у молодому віці, гострі, з помітними активними абаксіальними (низ) смоляними залозами; у старшому віці до 3–4 × 5 мм; під лінзою 10X краї листя злегка волокнисті. Пилкові шишки рясні, до 2 × 3 мм, чотиригранні. Насіннєві шишки на квітконіжках завдовжки до 10 мм, у зрілому стані коричневі або сіро-бурі, від кулястої до яйцюватої форми, до 30 мм завдовжки. Шишки розкриваються при зрілості, осипаючи 60–70 світло-коричневих насінин 3–4(5) × 3–4 мм. Шишки розкриваються і насіння вивільняється у жовтні.

## Поширення
Рідним ареалом цього виду є Мексика (Північна Нижня Каліфорнія).
Мексика: Північна Нижня Каліфорнія: Сьєрра-Сан-Педро-Мартір, де він широко, але рідко поширений на висоті (1900)2200–2400(2825) метрів.